# MAZ-5516
Der Lastkraftwagen MAZ-5516 (russisch МАЗ-5516, deutsche Transkription eigentlich MAS-5516) ist ein dreiachsiger Lkw-Typ des belarussischen Fahrzeugherstellers Minski Awtomobilny Sawod, der seit den frühen 1990er Jahren in Serie produziert wird.

## Beschreibung
Der MAZ-5516 basiert auf dem Fahrgestell des MAZ-6303. Er verfügt über den gleichen Motor von JaMZ, jedoch wurde ein anderes Getriebe verbaut. Die Antriebsformel beträgt (6×4), es werden also beide Hinterachsen des Fahrzeugs angetrieben. Dies wurde nötig, um auch auf schlechten Straßen oder auf Baustellen eine bessere Bodenhaftung zu gewährleisten. Gegenüber dem MAZ-6303 besitzt der MAZ-5516 ein um 8,5 Tonnen gesteigertes zulässiges Gesamtgewicht.
Auf Kundenwunsch können für Einsätze in besonders kalten Gebieten zusätzlich eine Motorheizung, eine Kraftstoffheizung sowie eine Zusatzheizung für den Innenraum installiert werden.

## Technische Daten
- Motor: JaMZ-238D-V8-Dieselmotor
- Hubraum: 14,86 l
- Leistung: 243 kW (330 PS)
- Drehmoment: max. 1225 Nm

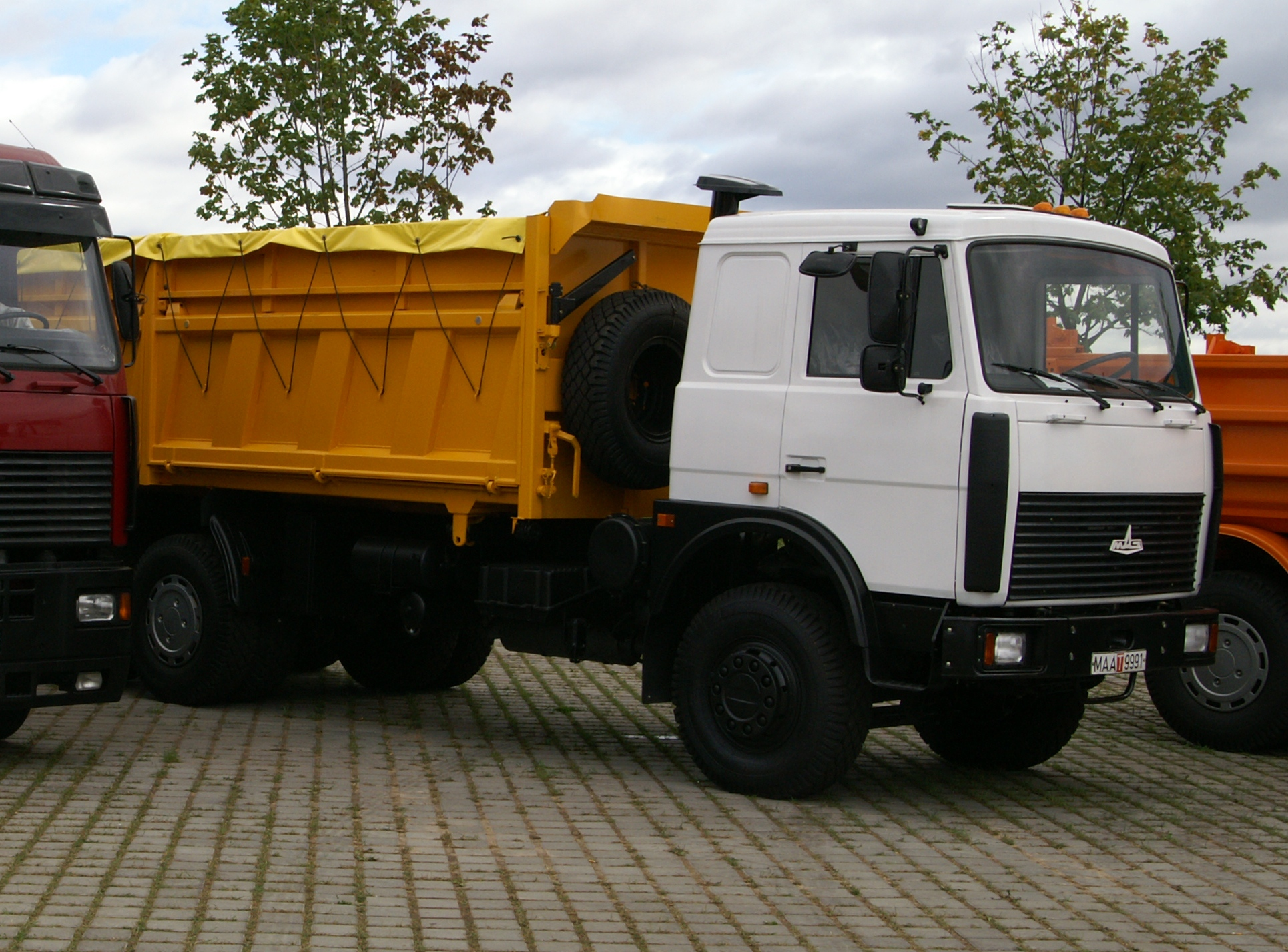
MAZ-5516 in Minsk, die zweite Hinterachse ist verdeckt

- Getriebe: Eigenproduktion MAZ-54325
- Gänge: 9 Vorwärtsgänge, 1 Rückwärtsgang
- Höchstgeschwindigkeit: 74 km/h (mechanisch begrenzt)
- Kraftstoffverbrauch: 30 l/100 km (bei einer Gesamtmasse von 24,7 Tonnen und einer Geschwindigkeit von 50 km/h)
- Bereifung: 12.00R20

Abmessungen
- Länge über Alles: 8060 mm
- Breite abzüglich Außenspiegel: 2500 mm
- Höhe: 3240 mm
- Radstand: 3850 mm
- Länge der Ladefläche: 4400 mm
- Ladevolumen: max. 10,5 m³

Gewichte
- Zulässiges Gesamtgewicht: 33 Tonnen
- Maximale Achslast vorne: 7 Tonnen
- Maximale Achslast hinten: 13 Tonnen pro Achse
- Leergewicht: 13,5 Tonnen
- Maximale Zuladung: 19,5 Tonnen

Bei einigen Modellen wurde auch der schwächere Motor JaMZ-238M2 montiert, welcher nur 240 PS leistet. Unter der Bezeichnung MAZ-6517 ist eine Allradversion des Fahrzeugs erhältlich.